# Comandos Aulladores de S.H.I.E.L.D.
Comandos Aulladores de S.H.I.E.L.D. es una serie de cómics publicada por Marvel Comics en 2015. La serie fue un spin-off de la serie S.H.I.E.L.D. de Mark Waid. Duró 6 números.

## Historial de publicaciones
La serie fue parte de All-New All-Different Marvel. El equipo apareció por primera vez en el número seis de S.H.I.E.L.D. y retomó después del número nueve.

## Trama
Un nuevo equipo de Comandos Aulladores bajo el mando de la filial de S.H.I.E.L.D., S.T.A.K.E. liderado por el reconstruido LMD de Dum Dum Dugan y bajo la supervisión de Lobo Guerrero. Se compone de la forma zombi de Jasper Sitwell, Vampiro por la Noche, Hombre Cosa, Hombre Anfibio, Orrgo, Abominación Adolescente y Hit-Monkey.
La primera misión involucró al Ídolo de la Tierra de Golthana que estaba siendo contrabandeado en el SS Chaney y transformó a su tripulación en monstruos humanoides parecidos a plantas. Mientras que los Comandos Aulladores logran derrotar a los miembros de la tripulación mutados, se fusionaron en un monstruo gigante parecido a una planta. Hombre Cosa usó su toque para quemar al monstruo gigante parecido a una planta donde su enlace con el Ídolo de la Tierra de Golthana también lo hizo arder.
La siguiente misión que S.T.A.K.E. le da a los Comandos Aulladores implica que luchen contra Espectro y Adversario, lo que los llevó a obtener Glyph en su equipo.
Durante la historia de Avengers: Standoff!, Paul Kraye atrapó a Orrgo revisando algunos archivos de S.T.A.K.E. e informó a María Hill lo suficiente como para que Orrgo fuera enviado a Pleasant Hill. El resto de los Comandos Aulladores rescataron a Orrgo y Kobik los teletransportó de regreso al cuartel general de S.T.A.K.E., donde descubrieron que Paul Kraye había liberado a todos los presos monstruosos allí. Esto hace que los Comandos Aulladores entren en acción.

## Recepción
La serie tiene una calificación promedio de 5.6 por 17 críticos profesionales en el sitio web de agregación de reseñas Comic Book Roundup.
Doug Zawisza de CBR.com declaró que el libro es una introducción divertida a un nuevo concepto, pero lucha un poco para encontrar su identidad.

## Impresiones

### Problemas
| No. | Título                           | Fecha de portada  | Calificación de resumen de cómics       | Ventas estimadas (primer mes)                    | Nominal |
| #1  | "Misión 001: ídolo de la tierra" | Diciembre de 2015 | 5.5 por catorce críticos profesionales. | 44,532, ocupa el puesto 46 en América del Norte  | T       |
| #2  | "Misión 002: Tren fantasma"      | Enero de 2016     |                                         | 20,498, clasificada 119 en Norteamérica          |         |
| #3  |                                  | Febrero de 2016   |                                         | 18,002, ocupa el puesto 144 en América del Norte |         |
| #4  |                                  | Marzo de 2016     | 4.3 por un crítico profesional.         | 14,091, ocupa el puesto 154 en América del Norte |         |
| #5  |                                  | Abril de 2016     |                                         | 12,281, ocupa el puesto 163 en América del Norte |         |
| #6  |                                  | Mayo de 2016      | 7.0 por dos críticos profesionales.     | 12,700, ocupó el puesto 153 en América del Norte |         |

### Ediciones recopiladas
| Título                 | Formato         | Material recogido                        | Páginas | Fecha de publicación | ISBN              | Ventas estimadas (primer mes)                 |
| ---------------------- | --------------- | ---------------------------------------- | ------- | -------------------- | ----------------- | --------------------------------------------- |
| Escuadrón de monstruos | Trade Paperback | Comandos Aulladores de S.H.I.E.L.D. #1-6 | 160     | 25 de mayo de 2016   | 978-0-7851-9646-4 | 838, ocupa el puesto 142 en América del Norte |